# Wim Harzing
Wilhelmus Anthonius Maria (Wim) Harzing (Rijsenburg, 4 oktober 1898 – Zeist, 22 juli 1978) was een Nederlandse beeldhouwer.

## Leven en werk
Harzing was een zoon van Anthonius Johannes Wilhelmus Harzing, architect en aannemer, en Jozephina Johanna Hendrika Schols. Zijn ouders stuurden hem naar de HBS in Utrecht. Hij maakte de school echter niet af en vertrok rond 1915 naar Amsterdam, waar hij een opleiding volgde aan de Kunstnijverheidsschool Quellinus. Na zijn eindexamen in 1920 studeerde hij enige tijd in België.
In 1922 vestigde Harzing zich als zelfstandig kunstenaar in zijn geboorteplaats. Zijn eerste opdracht, een ontwerp voor een Heilig Hartbeeld, voor de Utrechtse firma Weduwe van Rossum zou later in diverse formaten worden uitgevoerd. Zijn Christusfiguur wijst met diens linkerhand naar het Heilig Hart op de borst, terwijl de opgeheven rechterhand, met breed afhangende mouw, naar de hemel wijst.
Harzing werkte vooral in opdracht van de Rooms-Katholieke Kerk en maakte grote en kleine heiligenbeelden. Zijn eerste grote opdracht was een Heilig Hartbeeld voor de Laurentiuskerk in Voorschoten (1924). Voor dezelfde kerk ontwierp hij tien jaar later het altaar, een muurmozaïek en lichtramen (1934). Ook voor Leeuwarden maakte hij een Christusbeeld (1938). Hij werd uitgenodigd voor deelname aan de Wereldtentoonstelling van 1937 in Parijs.
Naast beelden maakte Harzing religieus aardewerk en glaswerk, dat werd uitgevoerd door firma's als Goedewaagen Gouda, Russel-Tiglia Tegelen en de Glasfabriek Leerdam.
Een verzameling ontwerptekeningen bevindt zich in het Katholiek Documentatie Centrum in Nijmegen.

## Werken (selectie)
- Heilig Hartbeeld (Voorschoten) (1924);
- Heilig Hartbeeld (Gemert, Kerkstraat) (1930);
- Hoofdaltaar voor de Sint-Thomas van Aquinokerk in Amsterdam-Zuid (1927);[2]
- Heilig Hartbeeld (Uden, Petruskerk) (1930);
- Heilig Hartbeeld Monnickendam (1931);
- Heilig Hartbeeld (Druten) (1932);
- Heilig Hartbeeld (Erp) (1936);
- Christus Koning (1938), bij de Sint-Bonifatiuskerk (Leeuwarden);
- Heilig Hartbeeld (Pijnacker) (1946), bij de Johannes de Doperkerk;
- Monument voor Zacharias de Korte (1947), bij de Sint-Bonifaciuskerk (Alphen aan den Rijn);
- Nederlands grafmonument Huissen (1947);
- Verzetsmonument Driebergen (1948);
- Christus is opgestanden (1952), Geesteren;
- Beeldhouwwerk Sportgroep en gevelstenen met beeltenissen van Sint-Helena en keizer Constantijn de Grote op het terrein resp. aan het gebouw van het Constantinianum (1958), Amersfoort.

### Fotogalerij

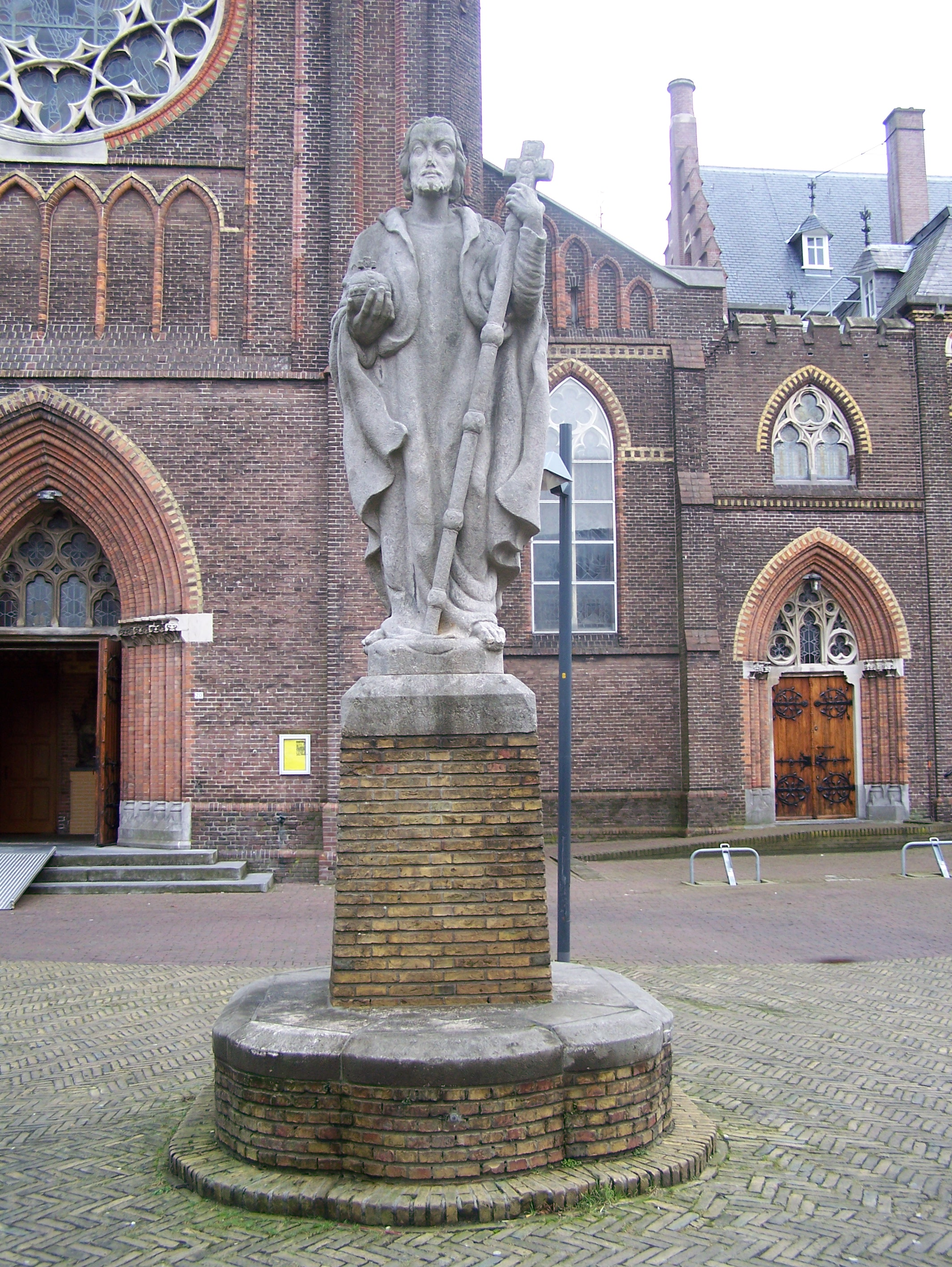
Christus Koning (1938), Leeuwarden
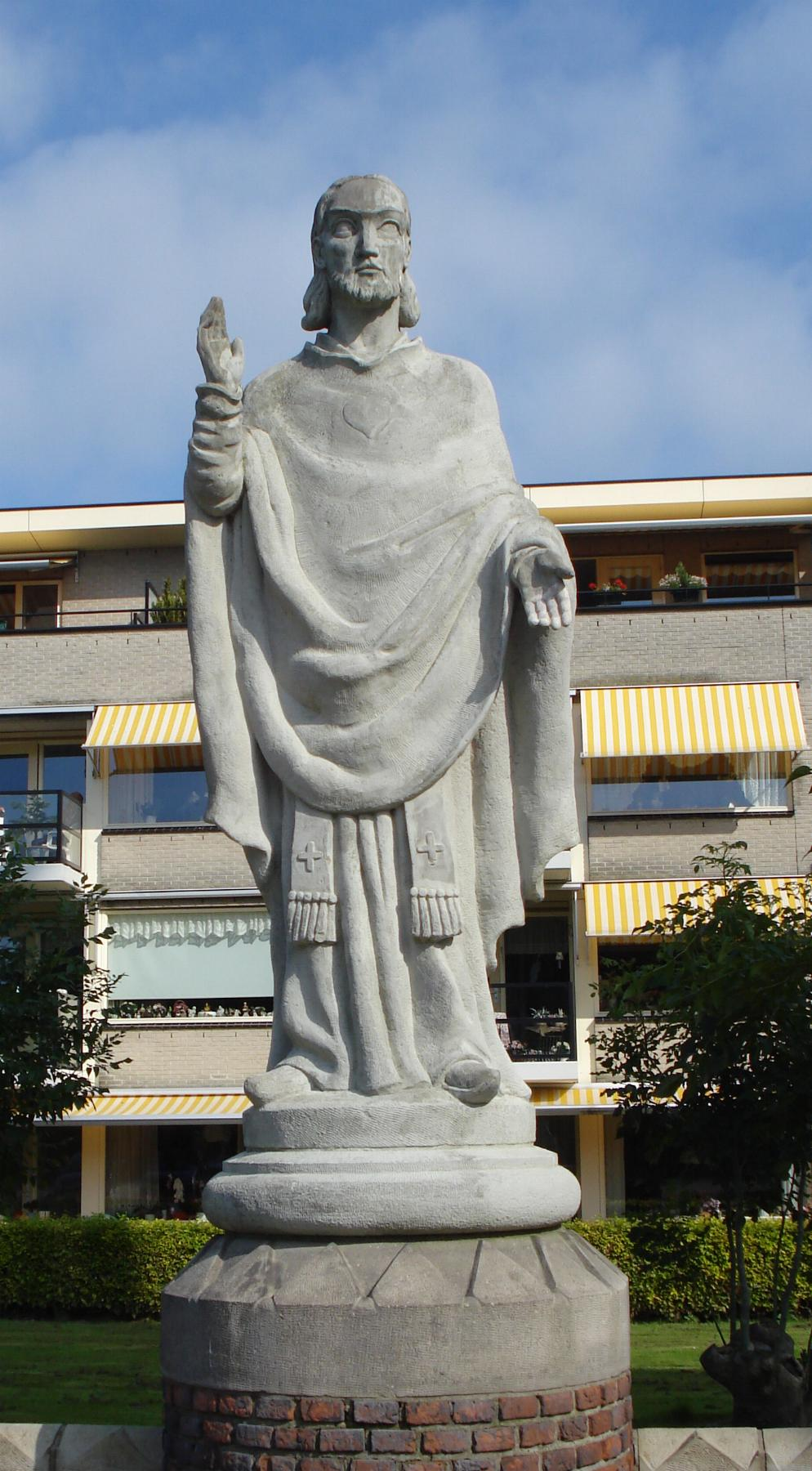
Heilig Hartbeeld (1946), Pijnacker
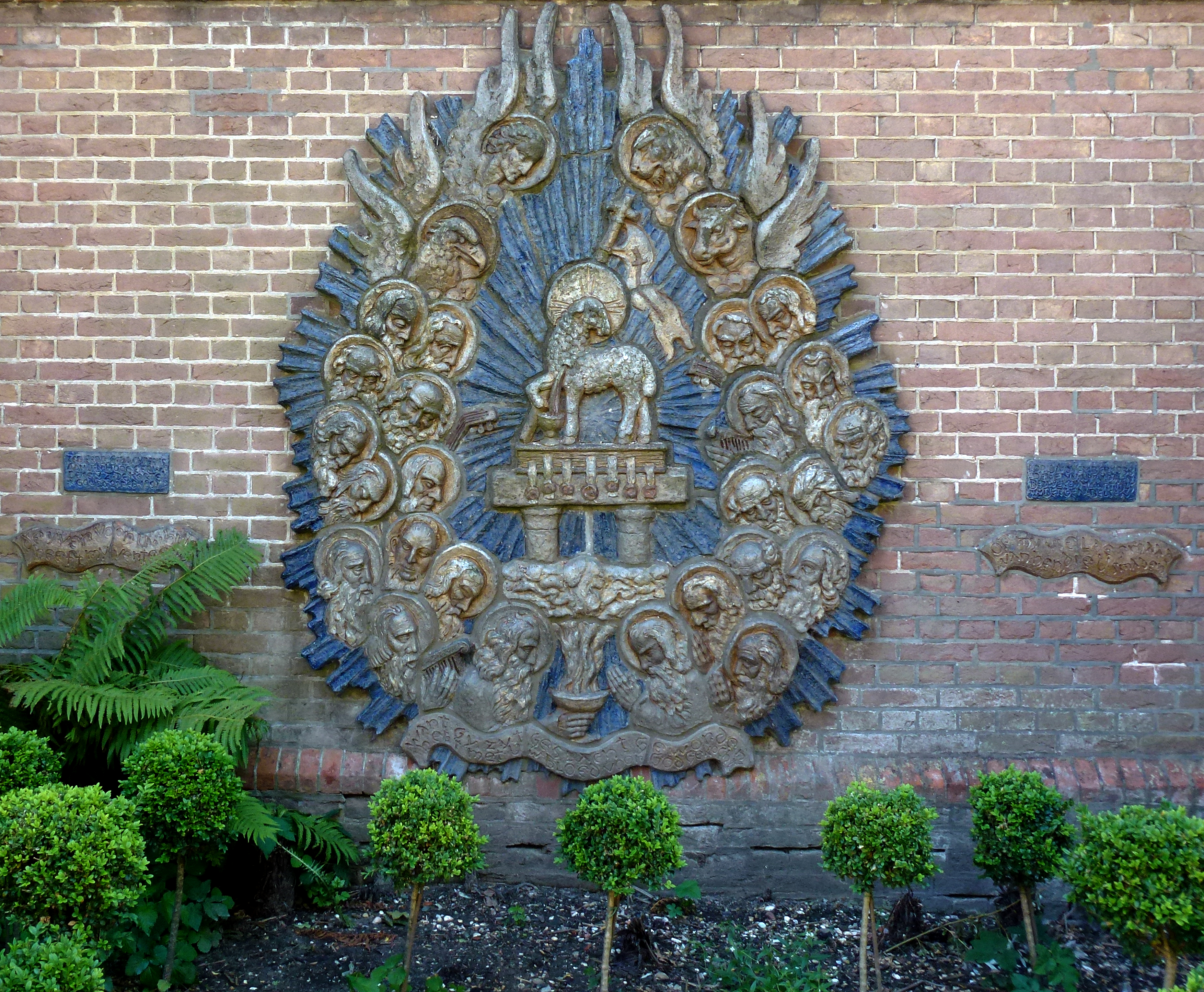
Monument voor Zacharias de Korte (1947), Alphen aan den Rijn
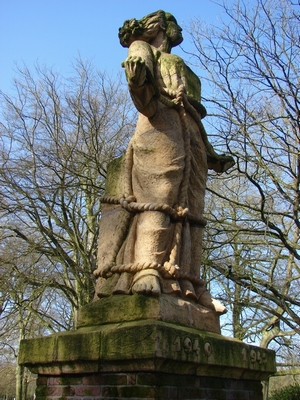
Verzetsmonument (1948), Driebergen
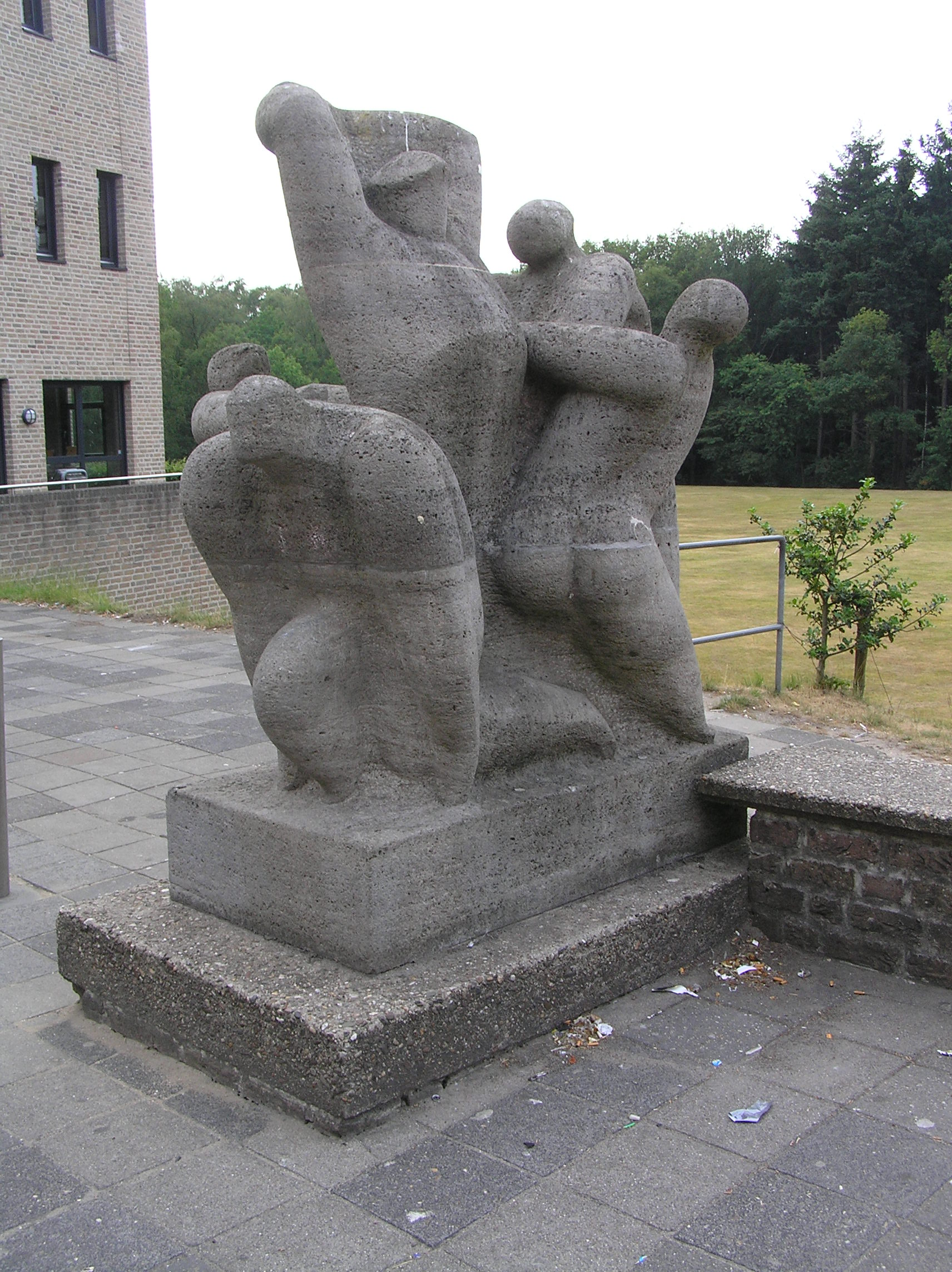
Sportgroep (1958), Constantinianum, Amersfoort